# Битва при Пайкенде
Битва при Пайкенде — состоявшееся в 729 году сражение между войсками Тюргешского каганата и его согдийских союзников и войсками Омейядского халифата при Пайкенде, городе близ Бухары в Трансоксиане. В 728 году за рекой Окс вспыхнуло широкомасштабное восстание согдийских князей при поддержке тюргешей. Арабская армия под руководством наместника Хорасана Ашраса ибн Абдаллаха ас-Сулами проводила кампанию с целью его подавления. В ходе наступления на Бухару она была окружена тюргешами и отрезана от воды. Последовал ряд стычек, которые были крайне неудачны для арабов, и их армия была близка к полному разгрому, но, в конце концов, благодаря действиям авангарда во главе с аль-Харисом ибн Сурайджем и Катаном ибн Кутейба, арабы прорвались сквозь окружение, достигли Бухары и взяли город в осаду.

## Предыстория
Регион Трансоксиана (араб. «Мавераннахр») был завоёван омейядским полководцем Кутейбой ибн Муслимом во времена правления халифа аль-Валида I (705—715), после арабских завоеваний Персии и Хорасана в середине VII века. Но лояльность коренного иранского и тюркского населения и автономных местных правителей оставалась сомнительной. В 719 году местные князья запросили у китайцев и их тюргешских вассалов военную помощь против Халифата. В 720 году тюргеши начали серию нападений на мусульман в регионе. Наместникам Омейядов первоначально удалось давить и локализовывать беспорядки, хотя контроль над Ферганской долиной был потерян. В 724 году омейядский наместник Муслим ибн Саид аль-Килаби и его армия потерпели тяжёлое поражение (так называемый «День Жажды») от тюргешей, когда попытались вернуть Ферганскую долину под свой контроль. Это поражение побудило арабов перейти к обороне.

## Битва
Столкнувшись с кризисом в Трансоксиане, халиф Хишам ибн Абдул-Малик (723—743) принял решительные меры: Хорасан был выделен в отдельную провинцию, руководить которой поставили опытного военачальника Ашраса ибн Абдаллаха ас-Сулами. Как и его предшественник Асад ибн Абдалла аль-Касри, он пытался завоевать лояльность местного как арабского, так и неарабского населения посредством пересмотра порядка налогообложения. Вскоре, однако, эта политика была изменена — возможно, из-за давления халифа, — а жестокие меры, которые присланные Хишамом сборщики налогов применяли к неплательщикам, особенно среди новообращённых иранцев и местной знати привело к всеобщему восстанию за рекой Окс. В дальнейшем его опасность для арабов значительно выросла из-за того, что повстанцы обратились за помощью к кагану тюргешей Сулуку, который лично повёл армию против арабов. К этому времени во всей Трансоксиане только Самарканд и две крепости на реке Зеравшан, Камарджа и Дабусия, оставались в руках арабов.
Чтобы противостоять тюргешам, Ашрас собрал значительные омейядские силы на территории Хорасана и привёл их к Амулу на реке Окс. Авангард под командованием Катана, сына завоевателя Трансоксианы Кутейбы ибн Муслима, был переправлен через реку и разбил укреплённый лагерь, но из-за прибытия объединённой согдийско-тюргешской армии, которая решительно заблокировала переправу, на той стороне реки оказалась лишь малая часть арабских войск. Силы Катана были фактически взяты тюргешами в бессрочную блокаду. Отряды кочевников пересекли Окс небольшими отрядами. Ашрас передал командование своей конницей Табиту Кутне, который сумел разбить налётчиков и отвезти их в Амул. Одна здесь победа ускользнула от арабов, когда подкрепление тюргешей пересекло реку и позволило налётчикам уйти в безопасное место через Окс. Наконец, Ашрас перебросил свои силы через реку, связался с Катаном и начал наступление на Бухару. Арабы отбивали атаки тюргешей, пытаясь достичь торгового города Пайкенд в 30 километрах к югу от Бухары. После того, как их армия расположилась лагерем в городе, тюргеши и согдийцы заблокировали оазис, фактически оставив арабов без воды.
Под угрозой нехватки воды арабская армия покинула Пайкенд и направилась в Бухару. В авангарде находился Катан со своим отрядом. Когда тюргеши и согдийцы напали на арабский авангард численностью около 6000 человек, он оказался фактически отрезан от основной части армии. Ашрас и Катан считали друг друга погибшими, пока не встретились снова два дня спустя. Правитель Самарканда Гурек, который до этого момента оставался якобы предан арабам, теперь перешёл на сторону тюргешей. Истощённый жаждой, арабский авангард был почти разгромлен, хотя погибло лишь 700 человек. В этот момент, согласно ат-Табари, воин племени Бану Тамим аль-Харис ибн Сурайдж, который позднее возглавил восстание в Хорасане, вдохновил арабов криком о том, что «быть убитым мечом благороднее, чем умереть от жажды». Воодушевлённая его призывом, конница племён Тамим и Кайс под командованием аль-Хариса и Катана прорвала линии тюргешей и достигла источников воды, позволив Ашрасу продолжить своё наступление на Бухару.

## Последствия
После серии боёв вокруг Пайкенда тюргеши удалились на север в Самарканд, где напали на крепость Камарджа, в то время как Ашрас со своими войсками осадил Бухару и зазимовал в её оазисе. Но война между халифатом и каганатом не прекратилась, и положение арабов оставалось нестабильным: когда в начале 730 года недавно назначенный преемник Ашраса Джунейд ибн Абд аль-Рахман аль-Мурри попытался добраться до армии, которая все ещё находилась в Бухарском оазисе, ему пришлось выступить из Амула с семью тысячами всадников. По дороге на них напали тюргеши и практически уничтожили арабскую группировку войск. Хотя Бухара была захвачена арабами либо при Ашрасе, либо при Джунейде, в следующем году последний привёл армию арабов к катастрофе в битве на перевале Тахтакарача, которая лишила арабов контроля над тем, что оставалось от их владений в Трансоксиане. Арабы не смогли восстановить свои позиции вплоть до 739—741 годов, пока наместник Наср ибн Сайяр, воспользовавшись ослаблением каганата, не вернул Халифату контроль над землями вплоть до Самарканда.